# Venmo

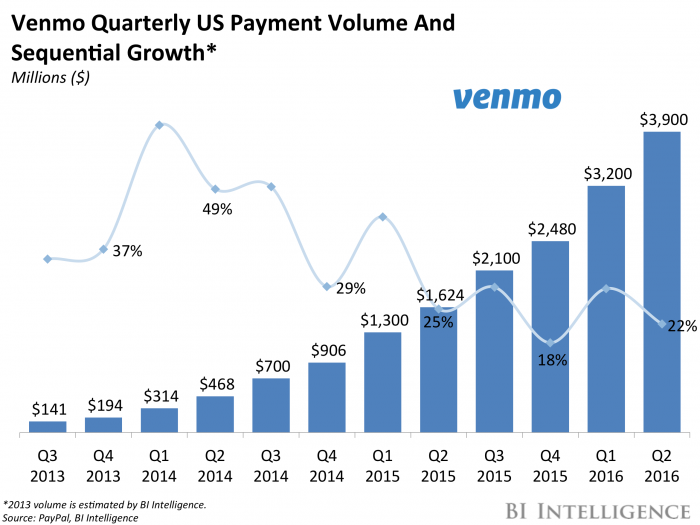
Graphique montrant l'évolution du volume de transaction sur Venmo.

Venmo est un service de paiement mobile détenu par Paypal.
Venmo traitait 12 milliards de dollars de transactions au premier trimestre de 2018[réf. non conforme].